# Samsung Galaxy 3
El Samsung Galaxy 3 (GT-i5800) es un teléfono inteligente que funciona con el sistema operativo Android. Fue anunciado y puesto a disposición del público en julio de 2010, sucediendo al Samsung Galaxy Spica. Fue diseñado para el mercado masivo y se ubica por debajo del Samsung Galaxy S. Una variante del Galaxy 3, conocida como Galaxy Apollo, es distribuido exclusivamente por el operador británico Orange.

## Características
El Galaxy es un dispositivo 3.5G, cuatribanda GSM y doblebanda HSDPA (900/2100) a 3,6 Mbps. Tiene una pantalla capacitiva LCD TFT de 3,2", con una cámara de 3,2 MP. Tiene un procesador de 667 MHz y 256 MB de memoria RAM. La pantalla tiene una resolución de 240 x 400 con 16 millones de colores. El sistema operativo es Android 2.1 Eclair con la interfaz propietaria TouchWiz 3.0.
Una actualización a Android 2.2 (Froyo) fue anunciada por Samsung, la cual está programada para finales de enero de 2011 en Singapur y para abril de 2011 para Europa.